# Gothenburg (Nebraska)
Pour les articles homonymes, voir Gothenburg.
Gothenburg  est une ville située dans le comté de Dawson, dans l'État du Nebraska, aux États-Unis.

## Histoire
Gothenburg doit son nom à la ville suédoise Gothembourg (en suédois : Göteborg), et est réputée pour son grand nombre d'habitants d'origine suédoise. Gothenburg (Nebraska) et Gothembourg (Suède) sont considérées comme les seules deux villes nommées Gothenburg dans le monde.
Gothenburg a été fondée en 1882 par Olof Bergstrom. Après être venu en Amérique depuis la Suède en 1881, Bergstrom a travaillé un certain temps pour la compagnie de chemins de fer Union Pacific, puis a obtenu une concession foncière dans le comté de Dawson près de Gothenburg. Il est finalement devenu agent foncier pour l'Union Pacific. Bergstrom a choisi le site qui allait devenir Gothenburg et a situé une ferme à environ un mile au nord. Union Pacific a tracé la ville d'origine avec huit blocs parallèles aux voies ferrées. Bergstrom a effectué plusieurs voyages de retour en Suède pour emmener des groupes de colons vers le comté de Dawson.

## Points d'intérêt
- Le sentier du Pony Express traverse Gothenburg. Il y a deux stations d'origine du Pony Express à Gothenburg. En 1931, une station située à quatre miles à l'est de Fort McPherson dans le comté de Lincoln a été donnée à la ville. La station a été déplacée à Ehmen Park, au centre de Gothenburg. Une deuxième station, la Midway Stage Station, est toujours à son emplacement d'origine à quatre miles au sud de Gothenburg.
- Les Plaines de Loess, une zone géologique et écologique inhabituelle qui a été désignée comme National Natural Landmark, sont situées à proximité Gothenburg.
- Le cimetière suédois où des croix en fer forgé marquent les tombes de trois enfants d'immigrants suédois, est situé à deux miles au nord et à deux miles à l'ouest de Gothenburg.
- Le Gothenburg Historical Museum, créé en 1980, contient de nombreux artefacts historiques de la région du comté de Dawson.
- Le Sod House Museum a été établi à Gothenburg en 1988. Le musée se trouve à côté d'une réplique grandeur nature d'une authentique maison en terre crue avec une grange.

## Personnalités liées à la ville
- Chris Dishman, joueur professionnel de football américain, est né à Gothenburg
- Ben Kuroki (1917-2015), militaire américain, est né à Gothenburg.
- Jay Novacek, joueur professionnel de footbal américain, a été scolarisé à Gothenburg
- Louise C. Odencrantz, chercheuse en sciences sociales, est née à Gothenburg